# Fjällko
Ej att förväxla med lantrasen Fjällnära ko

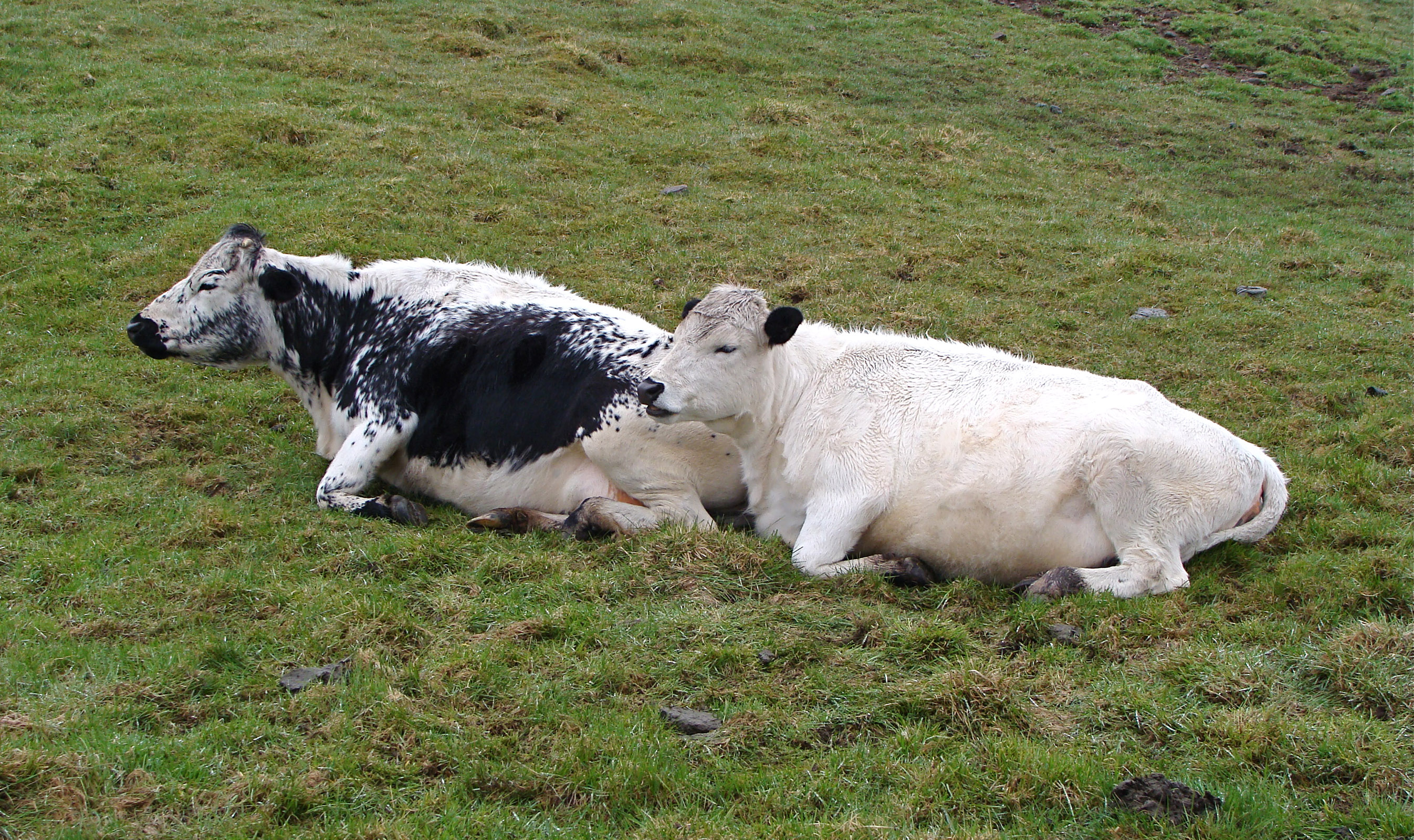
Vilande fjällkor

Fjällko (fjällras, fjällboskap) är en svensk nötkreatursras, som fram till mitten av 1900-talet var en vanlig ras i Norrland.

## Beskrivning
Fjällkon härstammar ursprungligen från norra Sverige och räknas som undergrupp av Svensk kullig boskap (SKB). Som övriga raser inom gruppen är den hornlös. Övriga kännetecken är vit päls, vanligen med svarta eller rödbruna fläckar. Fjällkon är väl anpassad till ett kallare klimat. Den är mindre än de flesta andra koraser och stark och tålig. Med sina cirka 450 kg mjölkar den inte så rikligt, men jämför man avkastningen per kg levande kroppsvikt så mjölkar den i paritet med de större raserna SRB och Svensk Holstein. Dessutom är fjällkons mjölk synnerligen väl lämpad för osttillverkning då den innehåller hög halt av "bra" protein. Jämfört med mjölk från andra raser är ostutbytet per kg mjölk nästan dubbelt så stort, vilket betyder att det endast går åt 7–8 kg fjällkomjölk för att få 1 kg ost, jämfört med 14–16 kg mjölk från de kommersiella raserna.

## Status
Fjällkon är en av de utrotningshotade husdjursraser som Statens jordbruksverk ger särskild ersättning för bevarande av. Fjällkon är fortfarande starkt hotad, trots att antalet djur som får stöd ökat kraftigt. Fjällkon har i alla tider hållits som tamboskap för sin mjölkproduktion. Det bistra klimatet i Norrlands inland har format en ko som klarar av att ge en nöjsam avkastning under även de knappaste förhållanden. 
Det finns idag ca 600 fjällkor som mjölkas och som är anslutna till den svenska kokontrollen. Det är dessa ca 600 djur som kan anses vara den svenska fjällrasens avelsbas, plus ett antal kor som hålls som hushållskor, vilket betyder att de mjölkas och sköts om traditionellt men att de inte provmjölkas och är med i kokontrollen.

## Historik
Det första omnämnandet av de norrländska lantraskorna som en särskild fjällras i litteratur är från första hälften av 1800-talet, då Alexis Noring skriver om "fjellracen" att den "visserligen är liten, men passande för orten och klimatet". Från arkeologiska utgrävningar vet man att hornlösa kor fanns i norra Sverige vid slutet av 1300-talet. Enligt Upplandslagen skall de norrländska korna ofta ha varit hornlösa och vita eller grå till färgen. Det är troligt att de lantraskor som fanns i Norrland, den så kallade fjällrasen, och de lantraskor från vilka rödkullan härstammar, som fanns i södra Sverige har olika invandringsvägar, en östlig och en sydlig. Det finns inga säkra bevis för när den östliga invandringen från vilken fjällrasen härstammar skedde, men det ses som troligt att kor av denna typ har funnits i Sverige sedan vikingatiden. Fjällkon är närmast släkt med den norska rasen Sidet trönder och med nordfinska lantraskor. Islandskon, som härstammar från boskap som kom till Island från Norge på 900-talet är närmast släkt med norska lantraskor av östligt ursprung.
På 1800-talet kom flera nya nötkreatursraser till Norrland genom importer. Först var voigtländer men ayrshire och algauer var de raser som importerades i störst antal. Många av de tidiga importförsöken föll inte väl ut, de importerade djuren passade dåligt i det norrländska klimatet och ansågs ofta vara för dyra i foder i jämförelse med vad de producerade. Korsningsförsök gjordes, men vilken påverkan de gett på lantrasen har varit omdiskuterat. Den beskrivning av lantrasen som nära bortkorsad som återfinns i litteratur från omkring sekelskiftet 1900 kan bero på att annan färg än den som angavs i den fastslagna beskrivningen av lantrasen togs som ett tecken på att det inte var ren fjällras. Lantrasen hade på 1800-talet sannolikt en större naturlig färgvariation än idag. Till exempel så förekom det helvita kor i Norrbotten och Västerbotten och helröda i Norrlands kustbygd. Vita kor med mindre svarta tecken, den så kallade "vita kostymen" fanns i äldre tid i Härjedalen.
1882 väckte en grupp av nästan helvita kor från Västerbotten stor uppmärksamhet vid lantbruksmötet i Sundsvall och 1888 började Jämtlands läns hushållningssällskap med boskapspremiering av den vita kulliga lantrasen. Efter ett tag var ett flertal hushållningssällskap inne på samma linje och 1892 erkändes rasen som den lämpligaste kreatursrasen för Norrland.
Från 1893 finns ett beslut som fastslår att som fjällrasen skall betraktas den inhemska rasen av vit och kullig (hornlös) typ, med små svarta eller rödgula tecken. Beslutet syftade till att fastställa en enhetlig typ, men minskade samtidigt avelsbasen avsevärt. Bristen på avelstjurar var stor och det uppmuntrades till att starta så kallade tjurföreningar. 1920 grundades Avelsföreningen för fjällras.
1903 infördes ett system där olika avelcentra utsågs genom tävlingar med stränga kvalitetskrav. Detta upphörde 1939 då det visade sig att den ensidiga aveln på vithet ledde till könskörtelhypoplasi, en tillbakabildning av könskörtlarna, hos vissa han- och hondjur. De drabbade djuren, som nästan enbart var vita djur, blev sterila och gårdarna fick produktionsbortfall.
1938 sammanfördes rasen fjällko med den stambokförda rödkullan till SKB. Någon större blandning av raserna blev det dock aldrig och 1984 utskiljdes fjällkon som en egen undergrupp till SKB.
Till rasens tillbakagång i mitten av 1900-talet bidrog starkt den omfattande omstruktureringen av lantbruket i Sverige. Många små besättningar försvann eftersom de blev olönsamma och i de större besättningarna främjades raser med högre mjölk- och köttproduktion.

## Övrigt
Ordet fjällko blev i slutet av 1950-talet slang för polisens svart-vit-färgade polisbilar. Eventuellt förväxlades den svart-vita rasen 
svensk låglandsboskap med fjällkon.